# Grodzisko w Międzyświeciu

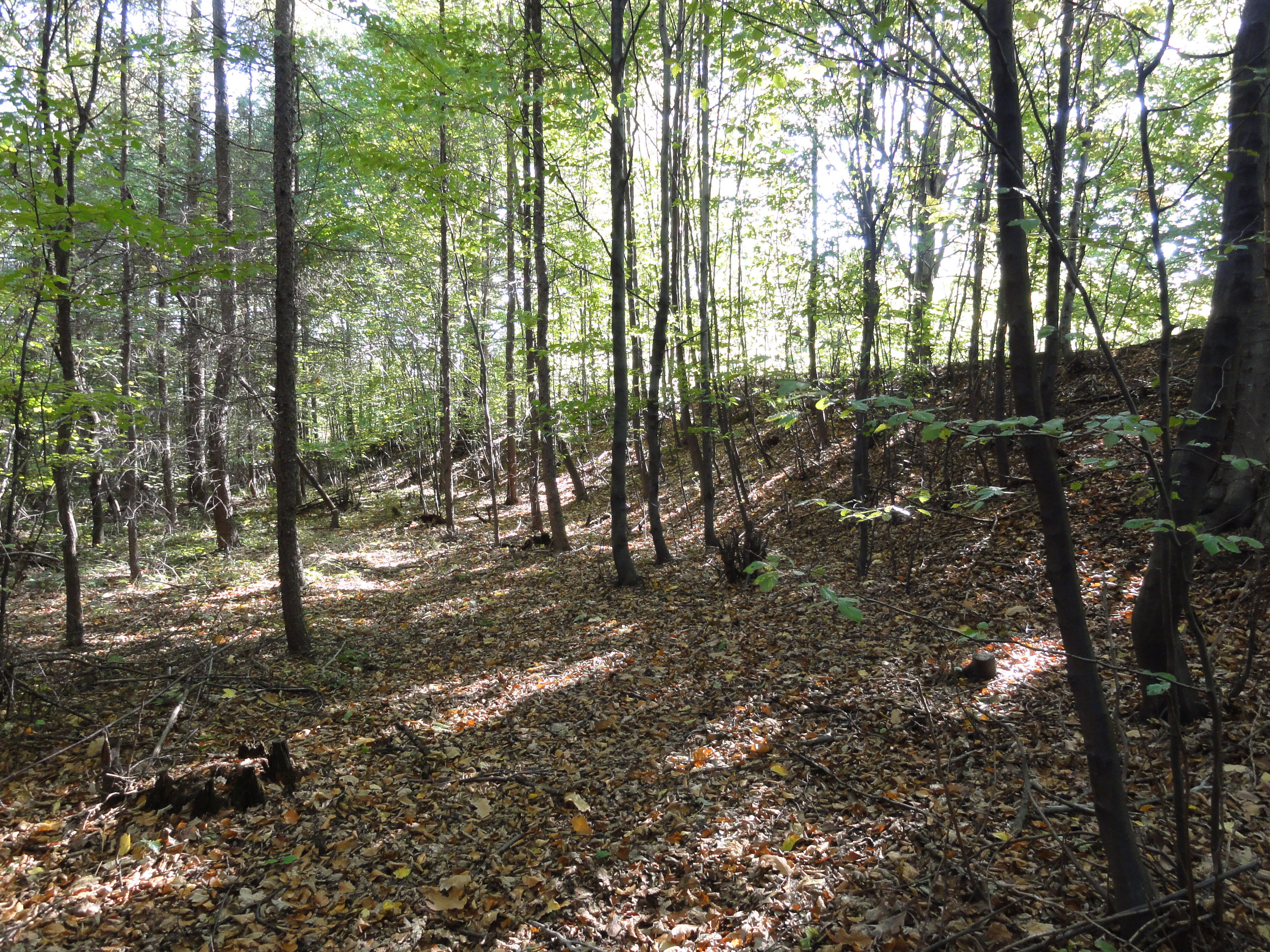
Po lewej majdan, po prawej obwałowanie zachodnie

Grodzisko w Międzyświeciu – wczesnośredniowieczne grodzisko położone w Międzyświeciu w miejscu zwanym Piekiełkiem, nieopodal granicy administracyjnej miasta Skoczowa, za którego  praosadę uchodzi. Jest pozostałością dwufazowej osady plemienia Golęszyców istniejącej w tym miejscu od VII do końca IX wieku, kiedy to zostało zniszczone najprawdopodobniej przez wielkomorawskiego władcę Świętopełka I i nie zostało już odbudowane.
Miejsce dawnego grodziska znane było od dawna miejscowej ludności z racji wyraźnie widocznych w terenie wałów oraz wiążących się z nim legend. Czynniki oficjalne zainteresowały się nim dopiero w okresie międzywojennym, kiedy to na zlecenie J. Żurowskiego, ówczesnego konserwatora zabytków przedhistorycznych okręgu zachodniomałopolskiego, pomiary geodezyjne przeprowadził tu inż. Karger z Cieszyna. Nie poszły jednak za tym żadne dalsze prace. W l. 50. XX wieku na terenie grodziska zaczęły być prowadzone samowolne prace ziemne, dokonywane przez archeologów-amatorów. Dopiero to wymusiło uruchomienie interwencyjnych prac archeologicznych, które w l. 1959-1963 przeprowadził Dział Archeologii Muzeum Górnośląskiego w Bytomiu. W ich wyniku grodzisko nie zostało jednak w pełni rozpoznane i zinterpretowane. Uzupełniające badania prowadził na nim w 1977 r. Dział Archeologiczny Muzeum w Cieszynie.
Chociaż w trakcie prac stwierdzono na terenie grodziska ślady osadnictwa z okresu kultury łużyckiej, jednak zasadniczą masę artefaktów stanowią znaleziska z okresu wczesnego średniowiecza. Osada była najdalej wysuniętym na wschód grodem plemienia Gołęszyców, położonym w strategicznym miejscu na naturalnie obronnym trójkątnym cyplu wysokości ok. 330 m n.p.m. i wybitności 60 m. nad doliną rzeki Bładnicy. skąd można było obserwować dolinę rzeki Wisły w jej górnym biegu. Jako że była ona mniejsza od grodu w Kocobędzu stanowiła prawdopodobnie jego uzupełnienie zabezpieczające go i ewentualne inne gołęszyckie osady przed zagrożeniem ze strony plemienia Wiślan.
W pierwszej fazie istnienia, tj. od VII do połowy VIII wieku, była osadą słabo umocnioną lub wręcz otwartą. W następnej fazie osada została otoczona wałem ziemnym z palisadą drewnianą dodatkowo zabezpieczoną zewnętrzną fosą. Pośrodku znajdował się tzw. akropol o rozmiarze około 0,7 ha, a od strony zachodniej przylegało doń niezbyt rozwinięte podgrodzie. Centralnym i najważniejszym punktem osady i grodu był majdan, czyli rodzaj placu otoczonego raczej nieregularnymi zabudowaniami mieszkalnymi, choć i na samym placu mogły znajdować się inne budowle. Domostwa były konstrukcji zrębowej lub słupowej na planie prostokąta, odrobinę zagłębione w ziemię. Oprócz nich w osadzie znajdowały się też piec do wypalania ceramiki, palenisko kuźnicze a także jamy gospodarcze. Podczas prac wykopaliskowych odnaleziono ponadto liczne garnki i dzbany, zrobione bądź ręcznie lub na kole garncarskim, później ozdobione dookolnie prostymi i falistymi liniami, przęśliki gliniane, noże żelazne, szydła, groty strzał oraz haczyki służące do łowienia ryb. Za najcenniejsze znalezisko uchodzi żelazna ostroga platerowana srebrem.